# Première bataille d'Angostura
Campagne de Guyane
(Guerre d'indépendance du Venezuela)
Batailles
m
- Angostura (1re)
- San Félix
- Pagallos
- Angostura (2e)

La première bataille d'Angostura du 18 janvier 1817 est la première tentative des patriotes vénézuéliens pour prendre la ville d'Angostura, à l'embouchure du fleuve Orénoque et la première bataille de la campagne de Guyane de 1817.

## Contexte
Les Espagnols ont réalisé d'importantes fortifications à Angostura où ils ont construit deux forts importants, celui de San Rafael au nord et celui de San Fernando au sud. De plus la ville est entourée d'un parapet et d'un fossé rempli d'eau et est défendue par 30 canons.

## Déroulement
Le commandant patriote Manuel Piar ordonne un assaut sur la ville qui a été menée par le quartier Perro seco, mais les troupes patriotes sont repoussées.

## Conséquences
La bataille d'Angostura démontre à Piar que s'il veut prendre les places de Guyane il a besoin de la coopération de l'escadre de Luis Brión qui se trouve sous les ordres de Bolívar. Il commence donc à rechercher l'intervention du Libertador, qui est alors en campagne dans la province de Barcelona.